# エトリザヴァトン
エトリザヴァトン (氷語: Elliðavatn、「長い船尾を持つ船の形の湖」の意) はアイスランドにある湖。

## 概要
エトリザヴァトンはレイキャヴィークに近く、またハイキングやサイクリング、および森林や溶岩地形の観光地として知られているヘイズメルク (Heiðmörk) 国立公園に隣接している。エトリザヴァトンの東岸がヘイズメルク国立公園であり、保護区として国家に指定されている。

ヘトリスヘイジ (南西部のヘトリスヘイジ) 方面から国道1号線を通ってレイキャヴィークへ行く途中で、エトリザヴァトン付近を通る。